# Capocannonieri della Ligue 1
In questa pagina viene riportata, in ordine cronologico, la sequenza dei calciatori che hanno vinto la classifica dei marcatori nel massimo campionato di calcio professionistico in Francia, ovvero la Ligue 1 (fino al 2002 denominata Première Division o Division 1).

## Vincitori della classifica marcatori
| Stagione  | Giocatore                     | Squadra              | Reti |
| --------- | ----------------------------- | -------------------- | ---- |
| 1932-1933 | Robert Mercier Walter Kaiser  | Club Français Rennes | 15   |
| 1933-1934 | István Lukács                 | Sète                 | 28   |
| 1934-1935 | André Abegglen                | Sochaux              | 30   |
| 1935-1936 | Roger Courtois                | Sochaux              | 34   |
| 1936-1937 | Oskar Rohr                    | Strasburgo           | 30   |
| 1937-1938 | Jean Nicolas                  | Rouen                | 26   |
| 1938-1939 | Roger Courtois Désiré Koranyi | Sochaux Sète         | 27   |
| 1945-1946 | René Bihel                    | Lilla                | 28   |
| 1946-1947 | Pierre Sinibaldi              | Stade Reims          | 33   |
| 1947-1948 | Jean Baratte                  | Lilla                | 31   |
| 1948-1949 | Jean Baratte Josef Humpal     | Lilla Sochaux        | 26   |
| 1949-1950 | Jean Grumellon                | Rennes               | 24   |
| 1950-1951 | Roger Piantoni                | FC Nancy             | 28   |
| 1951-1952 | Gunnar Andersson              | Olympique Marsiglia  | 31   |
| 1952-1953 | Gunnar Andersson              | Olympique Marsiglia  | 35   |
| 1953-1954 | Édouard Kargu                 | Bordeaux             | 27   |
| 1954-1955 | René Bliard                   | Stade Reims          | 30   |
| 1955-1956 | Thadée Cisowski               | RC France            | 31   |
| 1956-1957 | Thadée Cisowski               | RC France            | 33   |
| 1957-1958 | Just Fontaine                 | Stade Reims          | 34   |
| 1958-1959 | Thadée Cisowski               | RC France            | 30   |
| 1959-1960 | Just Fontaine                 | Stade Reims          | 28   |
| 1960-1961 | Roger Piantoni                | Stade Reims          | 28   |
| 1961-1962 | Sékou Touré                   | Montpellier          | 25   |
| 1962-1963 | Serge Masnaghetti             | Valenciennes         | 35   |
| 1963-1964 | Ahmed Oudjani                 | Lens                 | 30   |
| 1964-1965 | Jacques Simon                 | Nantes               | 24   |
| 1965-1966 | Philippe Gondet               | Nantes               | 36   |
| 1966-1967 | Hervé Revelli                 | Saint-Étienne        | 31   |
| 1967-1968 | Étienne Sansonetti            | Ajaccio              | 26   |
| 1968-1969 | André Guy                     | Olympique Lione      | 25   |
| 1969-1970 | Hervé Revelli                 | Saint-Étienne        | 28   |
| 1970-1971 | Josip Skoblar                 | Olympique Marsiglia  | 44   |
| 1971-1972 | Josip Skoblar                 | Olympique Marsiglia  | 30   |
| 1972-1973 | Josip Skoblar                 | Olympique Marsiglia  | 26   |
| 1973-1974 | Carlos Bianchi                | Stade Reims          | 30   |
| 1974-1975 | Delio Onnis                   | Monaco               | 30   |
| 1975-1976 | Carlos Bianchi                | Stade Reims          | 34   |
| 1976-1977 | Carlos Bianchi                | Stade Reims          | 28   |
| 1977-1978 | Carlos Bianchi                | Paris Saint-Germain  | 37   |
| 1978-1979 | Carlos Bianchi                | Paris Saint-Germain  | 27   |
| 1979-1980 | Erwin Kostedde Delio Onnis    | Laval Monaco         | 21   |
| 1980-1981 | Delio Onnis                   | Tours                | 24   |
| 1981-1982 | Delio Onnis                   | Tours                | 29   |

| Stagione  | Giocatore                                 | Squadra                                 | Reti |
| --------- | ----------------------------------------- | --------------------------------------- | ---- |
| 1982-1983 | Vahid Halilhodžić                         | Nantes                                  | 27   |
| 1983-1984 | Patrice Garande Delio Onnis               | Auxerre Tolone                          | 21   |
| 1984-1985 | Vahid Halilhodžić                         | Nantes                                  | 28   |
| 1985-1986 | Jules Bocandé                             | Metz                                    | 23   |
| 1986-1987 | Bernard Zénier                            | Metz                                    | 18   |
| 1987-1988 | Jean-Pierre Papin                         | Olympique Marsiglia                     | 19   |
| 1988-1989 | Jean-Pierre Papin                         | Olympique Marsiglia                     | 22   |
| 1989-1990 | Jean-Pierre Papin                         | Olympique Marsiglia                     | 30   |
| 1990-1991 | Jean-Pierre Papin                         | Olympique Marsiglia                     | 23   |
| 1991-1992 | Jean-Pierre Papin                         | Olympique Marsiglia                     | 27   |
| 1992-1993 | Alen Bokšić                               | Olympique Marsiglia                     | 23   |
| 1993-1994 | Roger Boli Nicolas Ouédec Youri Djorkaeff | Lens Nantes Monaco                      | 18   |
| 1994-1995 | Patrice Loko                              | Nantes                                  | 20   |
| 1995-1996 | Sonny Anderson                            | Monaco                                  | 21   |
| 1996-1997 | Stéphane Guivarc'h                        | Rennes                                  | 22   |
| 1997-1998 | Stéphane Guivarc'h                        | Auxerre                                 | 21   |
| 1998-1999 | Sylvain Wiltord                           | Bordeaux                                | 22   |
| 1999-2000 | Sonny Anderson                            | Olympique Lione                         | 23   |
| 2000-2001 | Sonny Anderson                            | Olympique Lione                         | 22   |
| 2001-2002 | Djibril Cissé Pauleta                     | Auxerre Bordeaux                        | 22   |
| 2002-2003 | Shabani Nonda                             | Monaco                                  | 26   |
| 2003-2004 | Djibril Cissé                             | Auxerre                                 | 26   |
| 2004-2005 | Alexander Frei                            | Rennes                                  | 20   |
| 2005-2006 | Pauleta                                   | Paris Saint-Germain                     | 21   |
| 2006-2007 | Pauleta                                   | Paris Saint-Germain                     | 15   |
| 2007-2008 | Karim Benzema                             | Olympique Lione                         | 20   |
| 2008-2009 | André-Pierre Gignac                       | Tolosa                                  | 24   |
| 2009-2010 | Mamadou Niang                             | Olympique Marsiglia                     | 18   |
| 2010-2011 | Moussa Sow                                | Lilla                                   | 25   |
| 2011-2012 | Olivier Giroud Nenê                       | Montpellier Paris Saint-Germain         | 21   |
| 2012-2013 | Zlatan Ibrahimović                        | Paris Saint-Germain                     | 30   |
| 2013-2014 | Zlatan Ibrahimović                        | Paris Saint-Germain                     | 26   |
| 2014-2015 | Alexandre Lacazette                       | Olympique Lione                         | 27   |
| 2015-2016 | Zlatan Ibrahimović                        | Paris Saint-Germain                     | 38   |
| 2016-2017 | Edinson Cavani                            | Paris Saint-Germain                     | 35   |
| 2017-2018 | Edinson Cavani                            | Paris Saint-Germain                     | 28   |
| 2018-2019 | Kylian Mbappé                             | Paris Saint-Germain                     | 33   |
| 2019-2020 | Wissam Ben Yedder Kylian Mbappé           | Monaco Paris Saint-Germain              | 18   |
| 2020-2021 | Kylian Mbappé                             | Paris Saint-Germain                     | 27   |
| 2021-2022 | Kylian Mbappé                             | Paris Saint-Germain                     | 28   |
| 2022-2023 | Kylian Mbappé                             | Paris Saint-Germain                     | 29   |
| 2023-2024 | Kylian Mbappé                             | Paris Saint-Germain                     | 27   |
| 2024-2025 | Ousmane Dembélé Mason Greenwood           | Paris Saint-Germain Olympique Marsiglia | 21   |

## Statistiche

### Vincitori classifica marcatori per squadra
- 17 volte: Paris Saint-Germain
- 13 volte: Olympique Marsiglia
- 8 volte: Stade Reims
- 6 volte: Monaco, Nantes
- 5 volte: Olympique Lione
- 4 volte: Rennes, Sochaux, Auxerre, Lilla
- 3 volte: RC France, Bordeaux
- 2 volte: Metz, Sète, Lens, Saint-Étienne, Tours, Montpellier
- 1 volta: Club Français, Strasburgo, Rouen, FC Nancy, Valenciennes, Ajaccio, Laval, Tolosa, Tolone

### Vincitori classifica marcatori per nazionalità
- 50 volte:  Francia
- 10 volte:  Argentina
- 6 volte:  Jugoslavia
- 5 volte:  Italia,  Svezia
- 4 volte:  Brasile
- 3 volte:  Germania
- 2 volte:  Senegal,  Svizzera,  Portogallo,  Ungheria,  Uruguay
- 1 volta:  Algeria,  Camerun,  Costa d'Avorio,  Croazia,  Inghilterra,  Repubblica Ceca,  Repubblica Democratica del Congo

## Plurivincitori
In grassetto i giocatori ancora in attività nel campionato francese:

### Sei volte
- Kylian Mbappé (Paris Saint-Germain)

### Cinque volte
- Carlos Bianchi (Stade Reims, Paris Saint-Germain)
- Delio Onnis (Monaco, Tours, Tolone)
- Jean-Pierre Papin (Olympique Marsiglia)

### Tre volte
- Sonny Anderson (Monaco, Olympique Lione)
- Thadée Cisowski (RC France)
- Pedro Pauleta (Bordeaux, Paris Saint-Germain)
- Josip Skoblar (Olympique Marsiglia)
- Zlatan Ibrahimović (Paris Saint-Germain)

### Due volte
- Gunnar Andersson (Olympique Marsiglia)
- Jean Baratte (Lilla)
- Edinson Cavani (Paris Saint-Germain)
- Djibril Cissé (Auxerre)
- Roger Courtois (Sochaux)
- Just Fontaine (Stade Reims)
- Stéphane Guivarc'h (Rennes, Auxerre)
- Vahid Halilhodžić (Nantes)
- Roger Piantoni (FC Nancy, Stade Reims)
- Hervé Revelli (Saint-Étienne)

## Curiosità
- Josip Skoblar nel 1971 è l'unico cannoniere ad essersi aggiudicato la Scarpa d'oro.
- Sulle 83 edizioni disputate, in 28 occasioni la classifica cannonieri è stata vinta da un giocatore della squadra che si è aggiudicata il titolo. In una sola occasione il titolo di capocannoniere è andato invece ad un giocatore di una squadra retrocessa (Robert Mercier[1] del Club Français nella stagione 1932-1933).
- Kylian Mbappé ha vinto i suoi sei titoli di capocannoniere in stagioni consecutive, dal 2018-2019 al 2023-2024, condividendo il titolo nel 2019-2020 con Wissam Ben Yedder; Jean-Pierre Papin ha vinto i suoi cinque titoli di capocannoniere in stagioni consecutive, senza condividere il titolo, dal 1987-1988 al 1991-1992.
- Sulle 84 edizioni disputate, in 48 occasioni la classifica cannonieri è stata vinta da un giocatore francese, mentre sono 43 le edizioni in cui ha vinto un giocatore straniero (in più di un'occasione la vittoria è stata condivisa fra due o più giocatori).
- La stagione 1993-1994 è al momento l'unica in cui il titolo di capocannoniere è stato condiviso da 3 giocatori, per di più tutti di nazionalità francese: Roger Boli (Lens), Nicolas Ouédec (Nantes), Youri Djorkaeff (Monaco).